# 니시마치촌
니시마치촌(西町村)은 이시카와현 후게시군에 존재했던 촌이다.

## 역사
- 1889년 4월 1일 - 정촌제 시행에 의해 후게시군 7개 촌의 구역을 가지고 니시마치촌이 성립하였다.
- 1908년 4월 1일 - 이와쿠라촌, 마치노촌과 합병해, 새로운 마치노촌이 성립하여, 동일 니시마치촌은 폐지되었다.

## 참고문헌
- 『輪島市史』